# Milax
Ne pas confondre avec le genre de limaces Limax
Genre
Synonymes
- genre Amalia Moquin-Tandon, 1855[1]
- genre Cypria Simroth, 1910[1]
- genre Lallemantia J. Mabille, 1868[1]
- sous-genre Limax (Amalia) Moquin-Tandon, 1855[1]
- genre Micromilax P. Hesse, 1926[1]
- sous-genre Milax (Milax) Gray, 1855[1]
- genre Palizzolia Bourguignat, 1877[1]
- genre Pirainea Lessona & Pollonera, 1882[1]
- genre Sansania Bourguignat, 1881[1]

Milax est un genre de limaces terrestres. Ce sont des mollusques gastéropodes sans coquilles de la famille des Milacidae. C'est le genre type de cette famille.

## Liste d'espèces
Selon World Register of Marine Species (8 août 2020) :
- Milax aegaeicus Wiktor & Mylonas, 1986
- Milax altenai Forcart, 1972
- Milax caucasicus (Simroth, 1912)
- Milax crassus (Clessin, 1894) †
- Milax cyprius (Simroth, 1906)
- Milax diezi (Clessin, 1894) †
- Milax eocaenica (Sacco, 1887) †
- Milax fonyodensis (Lörenthey, 1906) †
- Milax gagates (Draparnaud, 1801) - espèce type - Limace de serre
- Milax gasulli Altena, 1974
- Milax gracilior (Sandberger, 1875) †
- Milax kinkelini (Rzehak, 1893) †
- Milax lartetii (Dupuy, 1850) †
- Milax latus (F. E. Edwards, 1852) †
- Milax lopadusanus Liberto, Corso, Viviano, Colomba & Sparacio, 2017
- Milax lorentheyi (Gaál, 1910) †
- Milax monstruosus Wiktor, 1986
- Milax nigricans (Philippi, 1836)
- Milax ochraceus (Bérenguier, 1900)
- Milax oppoliensis (Andreae, 1904) †
- Milax parvulus Wiktor, 1968
- Milax riedeli Wiktor, 1986
- Milax sandbergeri (Clessin, 1885) †
- Milax verrucosus Wiktor, 1969